# Трг независности (Кијев)
Трг независности (укр. Майдан Незалежності) у Кијеву је главни и централни трг украјинске престонице. Простире се између Хрешчатика и улица Бориса Гриченка, Софијевске, Мале Житомирске, Костељне, Институтске, Архитектира Городецкога и булеваром Тараса Шевченка.
Трг је и једна од станица кијевског метроа.

## Историја
За време различитих политичких опција трг је носио разна имена.
- 1869 до 1876 — Трг Хрешчатик
- 1876 до 1919 — Парламентарни трг (Трг Думе)
- 1919 до 1935 — Совјетски трг
- 1935 до 1941 — Калининов трг
- 1941 до 1943 — Трг 19. септембра
- 1943 до 1977 — Трг Калинина
- 1977 до 1991 — Трг октобарске револуције

За време независне Украјине трг је био поприште демонстрација (Наранџаста револуција, протести 2013)